# Viktor Medvedčuk
Viktor Volodymyrovyč Medvedčuk (ukrajinsky Віктор Володимирович Медведчук, * 7. srpna 1954 Počet) je prorusky orientovaný právník, oligarcha a politik ukrajinského původu. 

## Život
Je mladším synem fyzicky hendikepovaného Volodymyra Medvedčuka odsouzeného v roce 1944 na 8 let za kolaboraci s nacisty a spolupráci s OUN. Určitou dobu díky jeho odsouzení strávila i rodina v sibiřském vyhnanství. Vystudoval práva na Kyjevské univerzitě, později udělal i advokátské zkoušky. 
Koncem 70. let a začátkem 80. let byl přidělen jako advokát ex offo obviněným disidentským básníkům Juriji Lytvynovi a Vasylovi Stusovi. Při obhajobě byl pasivní, oba básníci byli odsouzeni a ve vězení zemřeli.
V 90. letech podnikal, založil vlastní advokátní kancelář, spoluvlastnil banku či fotbalový klub FK Dynamo Kyjev. V roce 2021 ukrajinská mutace časopisu Forbes odhadla hodnotu jeho majetku na 620 mil. amerických dolarů, mimo jiné vlastnil tři televizní stanice.
Založil a vedl proruskou nevládní organizaci Ukrajinský výběr, byl politikem za stranu Opoziční platforma – Pro život, za kterou byl v parlamentních volbách v roce 2019 zvolen do ukrajinského parlamentu.
Dne 11. května 2021 byl obviněn ze zrady a drancování na anektovaném Krymu, následně byl od 13. května 2021 v domácím vězení. Po začátku ruské invaze na Ukrajinu v roce 2022 své domácí vězení opustil, ale 12. dubna jej zadržela Služba bezpečnosti Ukrajiny. Údajně byl jedním z kandidátů na pozici ukrajinského prezidenta v případě úspěchu invaze a vytvoření proruské loutkové vlády. 22. září 2022 bylo oznámeno, že byl vyměněn do Ruska za válečné zajatce – mj. mariupolské obránce Azovstalu.
Má blízké přátelské vztahy s Vladimirem Putinem, který je i kmotrem jeho dcery. Po vydání do Ruska tam vede pod hlavičkou hnutí „Jiná Ukrajina“, založeného v dubnu 2023, politickou a propagandistickou činnost zaměřenou proti současné ukrajinské vládě krajině. Financuje proruské médium Voice of Europe, které sídlí v Praze.
Je na sankčním seznamu několika států, mimo jiné Spojeného království, Spojených států či Kanady. Od března 2024 je také na českém sankčním seznamu.

## Ruská propagandistická síť v Evropské unii
Viktor Medvedčuk se měl podle vlády v Česku podílet na proruské vlivové operaci prostřednictvím serveru Voice of Europe, který financuje. Česko a Belgie odhalily ruskou síť, která také oslovovala členy Evropského parlamentu a také jim platila za šíření ruské propagandy. Podle zjištění tajných služeb měla skupina platit za šíření propagandy politikům z Belgie, Německa, Francie, Nizozemska, Maďarska a Polska.
Polská kontrarozvědka (ABW) v souvislosti s tím podnikla prohlídky ve Varšavě a v Tychách ve Slezském vojvodství, při kterých zajistila 48,5 tisíce eur a 36 tisíc dolarů. V lednu 2024 byl v této souvislosti obviněn ze špionáže pro ruské speciální služby polský občan, který podle ABW "byl umístěn mezi polské a evropské poslance, plnil úkoly zadávané a financované spolupracovníky ruských zpravodajských služeb, které zahrnovaly propagandu, dezinformace a politické provokace“.